# Pathosformel

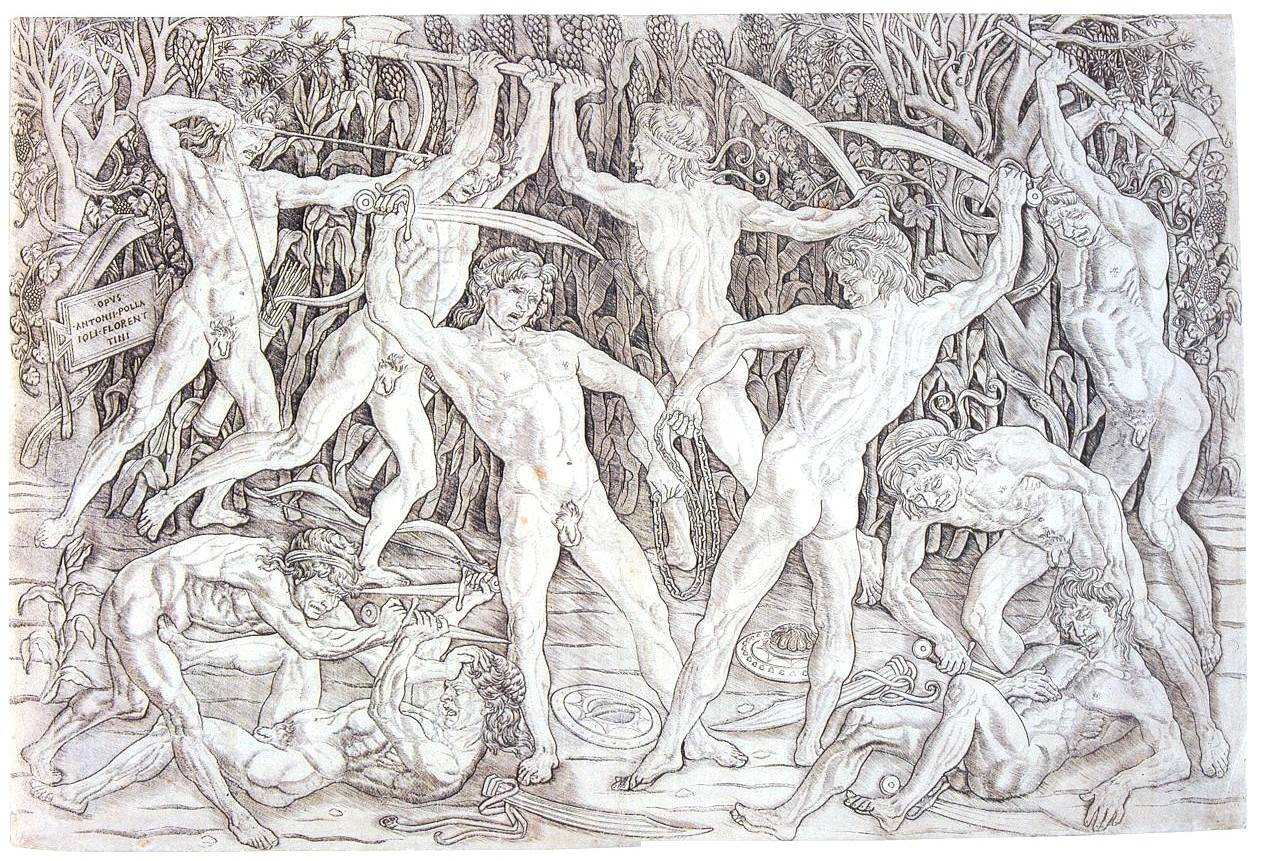
Antonio Pollaiuolo: Kampf der nackten Männer, 15. Jahrhundert. Dieser von Aby Warburg 1905 gezeigte Kupferstich ist reich an emotionalen Gesten.

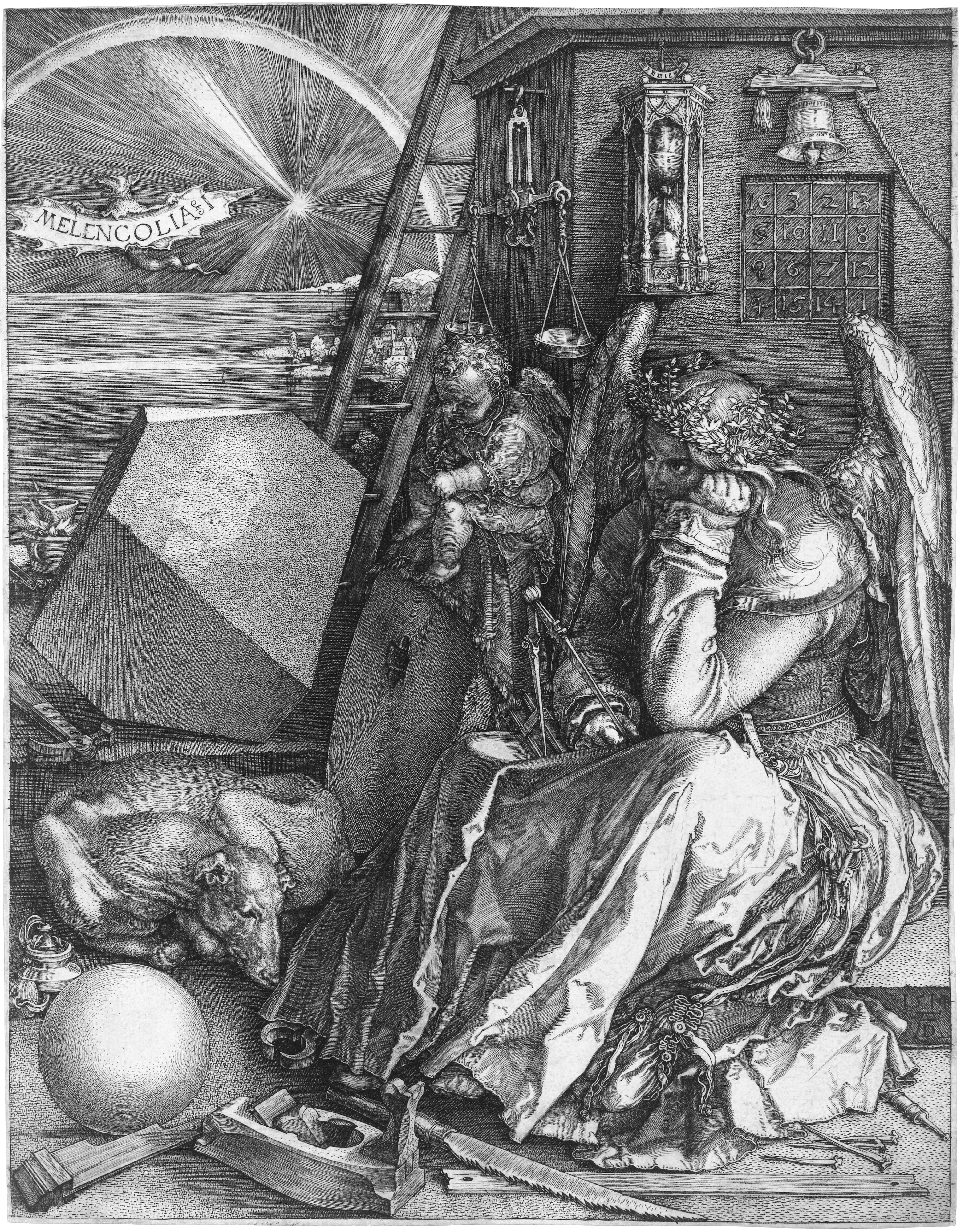
Albrecht Dürer: Melencolia I, Kupferstich (1514)

Pathosformel ist ein von dem Kulturhistoriker Aby M. Warburg geprägter kunstgeschichtlicher Begriff. Man versteht darunter die Darstellung formelhafter Gestik und Mimik des Gefühlsausdrucks, denen eine universale Gültigkeit unterstellt wird. Historische Bilder werden daraufhin untersucht, ob in magischer Weise wirkende, wiederkehrende Formen und Gebärden tradiert wurden.

## Entwicklung des Begriffs
In seinem bedeutenden Vortrag Dürer und die italienische Antike von 1905 entwickelte Warburg auf dem Hamburger Lehrerkongress ein erstes Mal die Pathosformel, indem er Spuren antiker Gebärdensprache in der Renaissance nachverfolgte: Unter dem Titel Der Tod des Orpheus stellte Warburg Bilder von Albrecht Dürer, Andrea Mantegna, Antonio del Pollaiuolo und anderen unter dem Gesichtspunkt einer historischen Psychologie des menschlichen Ausdrucks vor. Von Affekten bis zu ihrer kulturellen Verarbeitung durch Tanz, Kampf oder Melancholie wurden in der Renaissance Gebärden aus der Antike verwendet.
Hartmut Böhme sieht in der Pathosformel den körperlichen Ausdruck einer Sprache (eloquentia corporis). Kulturwissenschaftler wie Erwin Panofsky, Ernst Robert Curtius und Ulrich Port nahmen den Begriff Pathosformel auf und entwickelten ihn weiter.

Der Tod des Orpheus – Veranschaulichung der Wiederverwendung antiker Pathosformeln
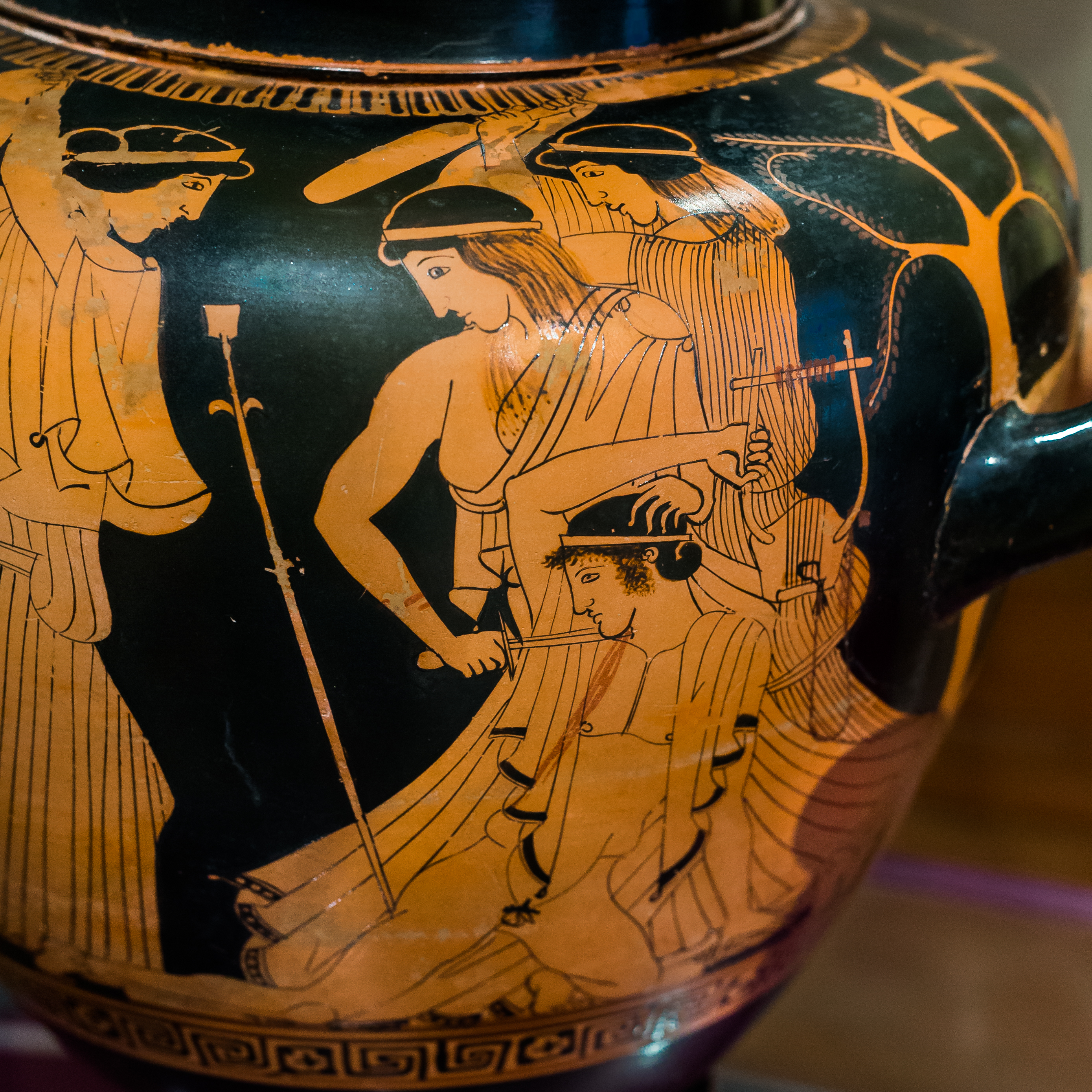
Darstellung des Tods des Orpheus auf einer antiken attischen rotfigurigen Vase
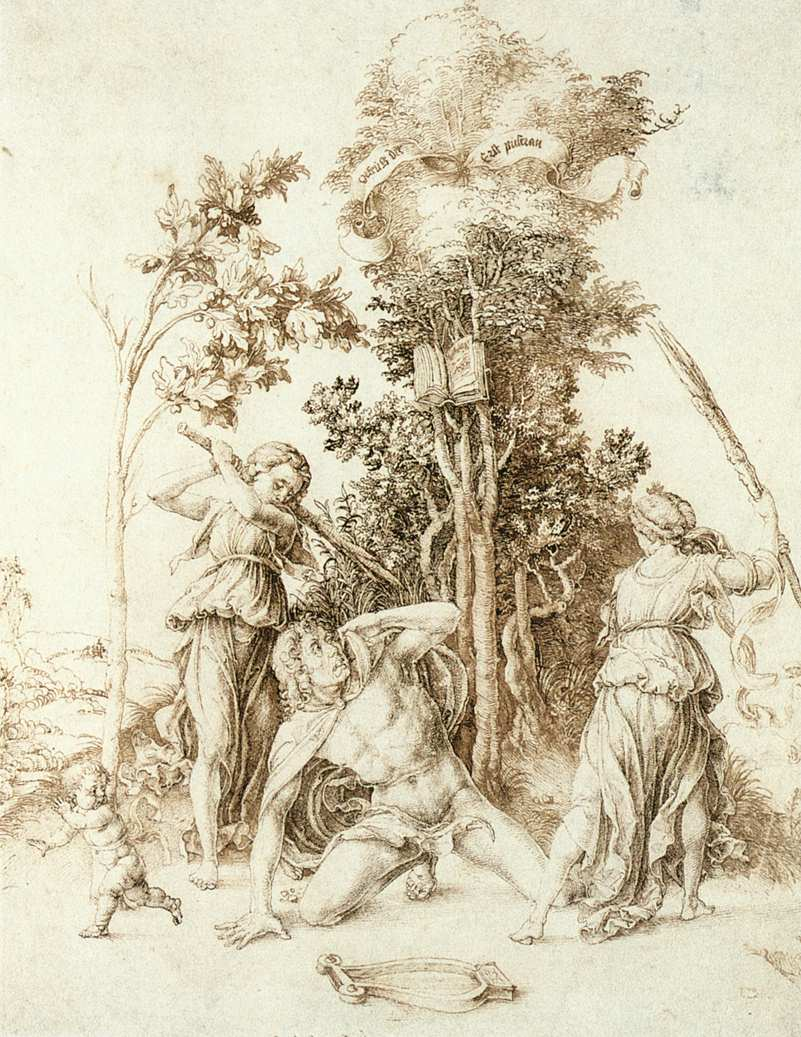
Albrecht Dürer, Tod des Orpheus, 1494
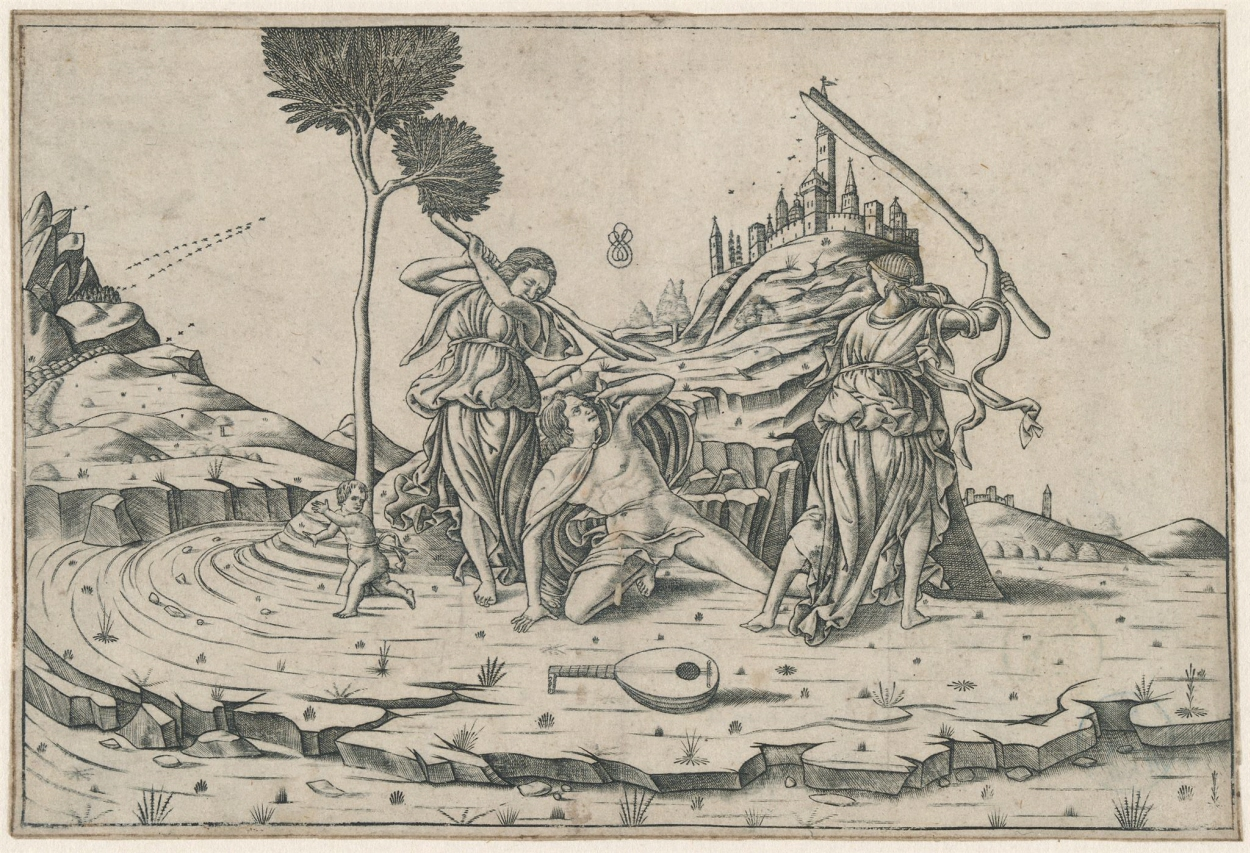
Kupferstich Der Tod des Orpheus nach Andrea Mantegna (zugeschrieben), um 1470